# Texas
Texas — шотландский музыкальный коллектив, основанный в Глазго в 1986 году бас-гитаристом Джонни Макэлхоном (англ. Johnny McElhone), бывшей звездой группы Altered Images.
Дебютный сингл группы «I Don't Want a Lover» был выпущен в январе 1989 года. Он достиг 8-го места в UK Singles Chart и 77-го места в американском чарте Billboard Hot 100, а также вошел в топ-40 позиций в различных странах мира. Группа выпустила свой дебютный альбом Southside в марте 1989 года, который достиг третьего места в UK Albums Chart и был сертифицирован BPI как золотой.
Успех к группе пришел в 1997 году с выпуском их альбома White on Blonde, который занял первое место в UK albums chart и стал их самым продаваемым альбомом. На сегодняшний день он был сертифицирован шесть раз как платиновый в Соединенном Королевстве. Последующий альбом The Hush (1999) также был успешным, заняв первое место в UK albums chart и получив сертификат тройной платины. Альбом группы Greatest Hits, выпущенный в 2000 году, стал ещё одним бестселлером, снова заняв первое место в UK albums chart и получив шестикратный платиновый сертификат. Группа выпустила ещё два студийных альбома Careful What You Wish For в 2003 году и Red Book в 2005 году, оба из которых были сертифицированы как золотые в Соединенном Королевстве. После выпуска Red Book и тура в поддержку выпуска альбома группа взяла паузу. Вокалистка Шарлин Спитери начала сольную карьеру, выпустив свой дебютный сольный альбом Melody в 2008 году.
По состоянию на 2017 год мировые продажи Texas составили 40 миллионов пластинок, у них было тринадцать синглов из первой десятки в чарте синглов Великобритании, три альбома номер один и восемь альбомов из первой десятки Великобритании. Их девятый студийный альбом Jump on Board, выпущенный в мае 2017 года, достиг пика в первой десятке чартов альбомов в Бельгии и Франции. В то время как их десятый студийный альбом Hi, выпущенный в мае 2021 года, стал их самым популярным альбомом в Великобритании с 1999 года The Hush. Он дебютировал на третьей строчке в официальном чарте альбомов Великобритании и на первом месте в чарте независимых альбомов Великобритании, а также заняв первое место в их родной Шотландии.

## История
Первый концерт коллектива состоялся весной 1988 года в местном колледже. Дебютный сингл группы «I Don't Want a Lover» был выпущен в январе 1989 года. Он достиг восьмого места в UK Singles Chart и 77-го места в американском чарте Billboard Hot 100, а также вошел в топ-40 позиций в различных странах мира. Группа выпустила свой дебютный альбом Southside в марте 1989 года. Он достиг третьего места в чарте альбомов Великобритании и был сертифицирован BPI как золотой.
Второй альбом группы, Mothers Heaven, был выпущен в сентябре 1991 года. Ему предшествовал сингл «Why Believe in You», но он не попал в топ-40 Великобритании, заняв 66-е место в UK Singles Chart. Это не сулило ничего хорошего альбому, который достиг 32-го места в Великобритании. Второй сингл, «In My Heart», оказался хуже и стал синглом с самым низким рейтингом в чартах =Великобритании, достигнув 74-го места, что сделало его их пятым синглом подряд, который не смог пробиться в топ-40. Третий сингл с альбома, «Alone with You», был выпущен в январе 1992 года и занял 32-е место, заняв второе место в топ-40.
Группа выпустила свой третий альбом Ricks Road в ноябре 1993 года. Ему предшествовали ещё два сингла из топ-40, «So Called Friend» (№ 30 в Великобритании) и «You Owe It All to Me» (№ 39 в Великобритании). Альбом достиг 18-го места в чарте альбомов Великобритании. Музыкальное видео на песню «You Owe It All to Me» было снято режиссёром Дэни Джейкобсом в Аризоне, в нём Спитери и Макерлейн сняты в стиле роуд-муви, где пара встречает другую версию самих себя по пути. Третий сингл с альбома, «So In Love With You», достиг 28-го места в Великобритании в феврале 1994 года.
После одобрения тогдашнего ведущего Radio 1 Криса Эванса в его шоу TFI на 4 канале в пятницу в 1997 году Техас вернулся на музыкальную сцену с международным хитом «Скажи, что ты хочешь». Песня была выпущена на международном уровне 6 января 1997 года и стала самым популярным синглом группы на сегодняшний день в чарте синглов Великобритании, достигнув 3-го места на второй неделе выпуска. В феврале Texas выпустили свой четвёртый альбом White on Blonde, который впоследствии стал самым успешным альбомом группы на сегодняшний день. Он дебютировал на 1-м месте в чарте альбомов Великобритании и снова вернулся на первое место шесть месяцев спустя. Он оставался в топ-75 Великобритании в течение 91 недели. В общей сложности с альбома было взято пять синглов, все из которых вошли в десятку лучших хитов Великобритании. «Halo», выпущенный в апреле 1997 года, достиг 10-го места, «Black Eyed Boy», выпущенный в июле 1997 года, достиг 5-го места, а «Put Your Arms Around Me», выпущенный в ноябре 1997 года, также достиг 10-го места. В 1998 году песня прозвучала в фильме «История вечной любви» с Дрю Бэрримор в главной роли. Затем группа выпустила двусторонний сингл «Insane» вместе с «Say What You Want». Сингл достиг 4-го места в Великобритании.
White on Blonde стал вершиной успеха группы и был сертифицирован 6 раз платиновым BPI за продажи в Великобритании более 1,8 миллиона копий. Он был включен журналом Q в список «50 лучших альбомов 1997 года» и признан читателями Q 86-м лучшим альбомом всех времен в 1998 году. Он также занял 34-е место в списке Q «50 лучших альбомов за по версии Q», а также был включен в список «90 лучших альбомов 1990-х». В 2010 году он был номинирован на премию BRIT Awards Лучший альбом за последние 25 лет.
В апреле 1999 года Texas выпустили первый сингл со своего готовящегося пятого студийного альбома. «In Our Lifetime» достиг 4-го места в чарте синглов Великобритании, а также был включен в саундтрек к фильму «Ноттинг Хилл» в том же году. Пятый альбом группы, The Hush, был выпущен в мае 1999 года и занял 1-е место в чарте альбомов Великобритании в первую неделю выпуска. Второй сингл, «Summer Son», был выпущен в августе 1999 года, достигнув 5-го места, седьмого сингла группы в первой десятке Великобритании на тот момент. Третий и последний сингл, «When We Are Together», был выпущен в ноябре 1999 года и едва не попал в первую десятку Великобритании (достигнув 12-го места). Альбом получил 3-кратный платиновый сертификат BPI за продажи в Великобритании тиражом более 900 000 копий.
В октябре 2000 года Texas выпустили свой первый сборник The Greatest Hits. В альбом вошли треки, охватывающие их карьеру, начиная с их дебюта в 1989 году и по сей день, и включали три новые песни.
В последующие годы они выпустили альбомы: Careful What You Wish For, Red Book, The Conversation, Jump on Board.
28 февраля 2020 года группа объявила в Твиттере, что её следующий альбом называется Hi, он был выпущен на BMG 28 мая 2021 года. Сингл, также называемый «Hi», был выпущен в декабре 2020 года и воссоединил группу с кланом Ву-Тан спустя 22 года.
В апреле 2021 года был выпущен второй сингл с альбома Hi ― «Mr. Haze».

## Музыка
Музыкальный стиль группы претерпел изменения от блюз-рока до поп-рока.

## Состав

### Действующие участники
- Шарлин Спитери (англ. Sharleen Spiteri) — ведущий вокал и гитара (с 1988)
- Тони Макговерн (англ. Tony McGovern) — вокал и гитара (с 1999)
- Элли Макэрлейн (англ. Ally McErlaine,(Alistair Manson McErlaine)) — гитара (с 1988)
- Джонни Макэлхон (англ. Johnny McElhone) — бас-гитара (с 1988)
- Эдди Кэмпбелл (англ. Eddie Campbell) — клавишные (с 1991)
- Майкл Бэннистер (англ. Michael Bannister) — клавишные (с 2005)
- Нейл Пэйн (англ. Neil Payne) — ударные (с 2003)

### Бывшие участники
- Richard Hynd — ударные (1991—1999)
- Stuart Kerr — ударные (1989-1991)
- Steve Washington — ударные (2001)
- Mikey Wilson — ударные (1999—2001)
- Mark One — диджей (1999—2001)
- Charlotte Hodson — бэк-вокал (2001)
- Nicole Patterson — бэк-вокал (1999—2001)

## Дискография

### Альбомы
- Southside (1989) Великобритания #3 (золотой), США #88
- Mothers Heaven (1991) Великобритания #32
- Ricks Road (1993) Великобритания #18 (золотой)
- White on Blonde (1997) Великобритания #1 (6x платиновый)
- The Hush (1999) Великобритания #1 (3x платиновый)
- The Greatest Hits (2000) Великобритания #1 (6x платиновый)
- Careful What You Wish For (2003) Великобритания #5 (золотой)
- Red Book (2005) Великобритания #16 (золотой)
- The BBC Sessions (2007)
- The Conversation (2013)
- Texas 25 (2015)
- Jump On Board (2017)
- Hi (2021)